# Ziablikovo (métro de Moscou)
Ziablikovo (en russe : Зя́бликово et en anglais : Zyablikovo) est une station de la ligne Lioublinsko-Dmitrovskaïa (ligne 10 verte) du métro de Moscou, située sur le territoire du raïon Ziablikovo dans le district administratif sud de Moscou.

## Situation sur le réseau
Établie en souterrain, à 15 mètres sous le niveau du sol, la station terminus Ziablikovo est située au point 0226+78 de la ligne Lioublinsko-Dmitrovskaïa (ligne 10 verte), après la station Chipilovskaïa (en direction de Petrovsko-Razoumovskaïa).